# 索希謝
50°10′42″N 26°0′11″E / 50.17833°N 26.00306°E
索希謝（烏克蘭語：Сошище）是烏克蘭的村落，位於該國西部捷爾諾波爾州，由克列梅涅茨區負責管轄，始建於1450年，面積1.4平方公里，2001年人口177，人口密度每平方公里126.4人。